# Meher Baba
Meher Baba (Devanagari: मेहेर बाबा) és com es coneix Merwan Sheriar Irani (Pune, 25 de febrer de 1894 - Ahmednagar, 31 de gener de 1969) i fou un mestre espiritual hinduista, acceptat per molts com l'avatar de la seva època (Déu en forma humana).
Merwan Sheriar Irani nasqué a Pune, a l'Índia, en una família zoroastriana d'origen iranià. Els seus primers seguidors li van donar el nom de "Meher Baba", que significa "pare compassiu". Des del 10 de juliol de 1925 fins a la seva mort el 1969, Meher Baba va romandre en silenci. Es comunicava assenyalant lletres en una tauleta amb l'alfabet llatí i més tard, també amb gestos. Meher Baba deia que l'exercici espiritual del seu silenci no era per al seu propi benefici, sinó que era una condició necessària de la seva obra universal en benefici de tota la Humanitat. Sovint comentava el moment en què ell "trencaria el seu silenci pronunciant la "Paraula" en cada cor, donant així un impuls espiritual a tots els éssers vius".
A la dècada de 1930, Meher Baba va començar una sèrie de viatges pel món, amb diverses estades a Europa i als Estats Units. Va visitar Barcelona l'1 de novembre de 1933.
En el seu primer viatge a Anglaterra, el 1931, va coincidir al vaixell amb Mahatma Gandhi, que anava a la segona ronda de les negociacions sobre la Independència de l'Índia a Londres. Baba i Gandhi van parlar tres cops durant el viatge. La premsa britànica va destacar aquestes trobades, però un assistent de Gandhi declarà que "Heu de dir sobretot que Gandhi mai no ha demanat a Meher Baba cap ajut espiritual o de cap altra mena".
Meher Baba digué als seus acompanyants que havia vingut per contactar amb un dels seus "agents espirituals", que va resultar ser un senzill policia a la plaça de Catalunya.

## Cultura popular
Pete Townshend, líder del grup de rock and roll The Who, fou seguidor de Meher Baba i els seus ensenyaments foren una
font important d'inspiració per a moltes de les seves cançons, incloses Tommy i el projecte inacabat Lifehouse. La cançó Baba O'Riley, escrita per a Lifehouse i que finalment aparegué a l'àlbum Who's Next, es diu així per Meher Baba i el compositor minimalista Terry Riley.
També el títol de la cançó Don't Worry, Be Happy, del compositor de jazz Bobby McFerrin, va sortir d'una coneguda frase de Meher Baba.